# Hans Jacobson
Hans Olov Dan Jacobson (ur. 17 marca 1947 w Enskede, zm. 9 lipca 1984 w Handen) – szwedzki pięcioboista i szermierz, szpadzista. Złoty medalista olimpijski i wielokrotny medalista mistrzostw świata.
Na igrzyskach olimpijskich w Meksyku w 1968 roku startował w pięcioboju. Indywidualnie był szesnasty, a w zawodach drużynowych Szwedzi zostali zdyskwalifikowani.
Znalazł się w kadrze Szwecji szpadzistów na igrzyska olimpijskie w Monachium w 1972 roku, jednak ostatecznie nie wystartował w żadnej konkurencji. Na rozgrywanych cztery lata później igrzyskach olimpijskich w Montrealu reprezentacja Szwecji w składzie: Carl von Essen, Hans Jacobson, Rolf Edling, Leif Högström i Göran Flodström zwyciężyła w rywalizacji drużynowej. W zawodach indywidualnych był dziewiąty. Brał też udział w igrzyskach olimpijskich w Moskwie w 1980 roku, zajmując piąte miejsce drużynowo i dziewiąte indywidualnie. 
Podczas mistrzostw świata w Hawanie w 1969 roku wspólnie z Rolfem Edlingiem, Carlem von Essenem, Orvarem Jönssonem i Larsem-Erikiem Larssonem zdobył brązowy medal w zawodach drużynowych. W tej samej konkurencji reprezentanci Szwedzi z Jacobsonem w składzie zdobywali następnie złote medale na mistrzostwach świata w Grenoble (1974), mistrzostwach świata w Budapeszcie (1975) i mistrzostwach świata w Buenos Aires (1977) oraz brązowe na mistrzostwach świata w Wiedniu (1971) i mistrzostwach świata w Hamburgu (1978). Ponadto zdobył srebrny medal indywidualnie na mistrzostwach świata w Göteborgu w 1973 roku (za Rolfem Edlingiem) oraz brązowy podczas mistrzostw świata w Hamburgu w 1978 roku (za Alexandrem Puschem z RFN i Francuzem Philippe'em Riboudem).